# Canton d'Agen-Nord-Est
Pour les articles homonymes, voir Canton d'Agen (homonymie).
Le canton d'Agen-Nord-Est est une ancienne division administrative française située dans le département de Lot-et-Garonne, en région Aquitaine.

## Histoire
Le canton d'Agen-Nord-Est est créé en 1984, en même temps que celui d'Agen-Sud-Est, en remplacement du canton d'Agen-Est.

## Géographie
Ce canton était organisé autour d'Agen dans l'arrondissement d'Agen. Son altitude variait de 37 m (Agen) à 211 m (Bajamont) pour une altitude moyenne de 58 m.

## Communes
Le canton d'Agen-Nord-Est se composait d'une fraction de la commune d'Agen et de deux autres communes. Il comptait 11 468 habitants (population municipale) au 1er janvier 2012.
| Nom              | Code Insee | Intercommunalité        | Population (dernière pop. légale)              |
| ---------------- | ---------- | ----------------------- | ---------------------------------------------- |
| Agen (chef-lieu) | 47001      | CA Agglomération d'Agen | Fraction : 6 239(2012) Commune : 34 126 (2014) |
| Bajamont         | 47019      | CA Agglomération d'Agen | 982 (2014)                                     |
| Pont-du-Casse    | 47209      | CA Agglomération d'Agen | 4 208 (2014)                                   |

## Démographie
| 1990   | 1999   | 2006   | 2011   | 2012   |
| ------ | ------ | ------ | ------ | ------ |
| 11 709 | 10 878 | 11 290 | 11 360 | 11 468 |

## Administration
| Période | Période | Identité         | Étiquette        | Qualité                                                                        |
| ------- | ------- | ---------------- | ---------------- | ------------------------------------------------------------------------------ |
| 1985    | 2011    | Gilbert Fongaro  | UDF-PRV puis UMP | Entrepreneur de machines agricoles retraité Maire de Pont-du-Casse (1965-2014) |
| 2011    | 2015    | Catherine Pitous | PS               | Conseillère municipale d'Agen                                                  |